# Santa Caterina (Toscane)
Santa Caterina est une frazione située sur la commune de Roccalbegna, province de Grosseto, en Toscane, Italie. Au moment du recensement de 2011 sa population était de 272 habitants.

## Géographie
Le hameau est situé sur les collines de l'Albegna et de la Fiora, près du Mont Amiata, à 40 km à l'est de la ville de Grosseto.
Le hameau de Santa Caterina est divisé en treize quartiers : Case Galli, Case Pereti, Case Rossi, Case Saloni, Case Sarti,  I Casini, Il Cecio, Il Pilocco, La Croce, La Pianona, La Posta, Le Campane, Le Querciolaie.

## Monuments
- Église Santa Caterina delle Ruote (XVIe siècle)[1]
- Église Santa Caterina Vergine e Martire, église paroissiale (XXe siècle)[1]
- Musée ethnographique de Santa Caterina (it)